# Marie Serneholt
Marie Eleonor Serneholt (* 11. Juli 1983 in Stockholm) ist eine schwedische Sängerin. Sie war Mitglied der schwedischen Popgruppe A*Teens und begann 2006 eine Solokarriere.

## Leben und Karriere
Marie Serneholt wurde in Stockholm geboren und wollte schon als kleines Kind ein Popstar werden. Als Mitglied der A*Teens verkaufte sie weltweit über fünf Millionen Tonträger.
Nach der Trennung 2004 strebte Serneholt eine Solokarriere an und nahm ihr erstes Musikalbum namens Enjoy the Ride auf, welches sie Anfang 2006 in Schweden veröffentlichte. Sie erreichte wie auch die erste Single That’s the Way My Heart Goes die Top 10 der schwedischen Hitparade. Die Single wurde auch in Deutschland veröffentlicht und diente im Frühjahr 2006 dem Fernsehsender ProSieben als Hintergrundmusik für Programmtrailer der Eigenwerbekampagne „WM for the Girls“. Sie nahm im Februar 2009 am Melodifestivalen, dem schwedischen Vorentscheid zum Eurovision Song Contest 2009, teil und schied bereits in der Vorrunde aus. Das Lied Disconnect Me zählte dabei zu jenen vier, welche per Wildcard teilnehmen durften.
Im Dezember 2011 veröffentlichte Serneholt unter Warner Music Sweden die erste von ihr auf Schwedisch gesungene Single Himlen I Min Famn. 2012 nahm sie erneut am Melodifestivalen mit ihrem Song Salt & Pepper teil, konnte sich jedoch wieder nicht für das Finale qualifizieren.
Von 2008 bis 2011 hatte sie eine Beziehung mit dem schwedischen Pop-Sänger und Gewinner des Eurovision Song Contest 2015, Måns Zelmerlöw.

## Diskografie (Auswahl)

### Alben
- 2006: Enjoy the Ride

### Singles
- 2006: That’s the Way My Heart Goes
- 2006: I Need a House
- 2007: Oxygen (nur in Schweden veröffentlicht)
- 2009: Disconnect Me
- 2011: Himlen i min famn
- 2012: Salt & Pepper